# Henri de Saint-Simon
Claude-Henri de Rouvroy, conde de Saint-Simon, frecuentemente nombrado como Henri de Saint-Simon (París, 17 de octubre de 1760-ibíd., 19 de mayo de 1825), fue un filósofo, economista, teórico socialista y positivista francés, cuyo pensamiento tuvo una influencia sustancial en la política, la economía, la sociología y la filosofía de la ciencia y la historia.
A caballo entre la Revolución Industrial y la Revolución francesa en pleno proceso de suplantar a la sociedad del Antiguo Régimen, sus ideas dieron nacimiento a una ideología política y económica conocida como «sansimonismo», la cual afirmaba que las necesidades de la clase trabajadora debían ser reconocidas y satisfechas mediante una nueva reorganización social «positiva». Para alcanzar esa sociedad, propuso la constitución de un nuevo Estado dirigido por los «industriales» (científicos y artistas), que sustituirían a los «ociosos» (curas, nobles y explotadores). También defendió la necesidad del estudio científico de la sociedad, que denominó «fisiología social», y en su obra El nuevo cristianismo (1825) redujo la religión cristiana en una máxima: «Mejorar lo más rápidamente posible la existencia moral y física de la clase más pobre».
Saint-Simon es considerado «precursor del socialismo» y «el último de los señores y el primero de los socialistas». Su propuesta política ha sido calificada como «socialismo aristocrático», antecedente de lo que se llamaría tecnocracia. Por el estudio teórico de la industria, la sociedad y la ciencia, también es considerado como «padre de la sociología» y fundador del positivismo. Las aportaciones más influyentes de Saint-Simon a la sociología han venido muy probablemente a través de su alumno Auguste Comte.
El reconocimiento conceptual de Saint-Simon de su amplia contribución socioeconómica y su valoración ilustrada del conocimiento científico pronto inspiraron e influyeron en el socialismo utópico y movimientos como el liberalismo de John Stuart Mill, en el nacionalismo italiano, en el anarquismo a través de Pierre-Joseph Proudhon y en el marxismo (o «socialismo científico») de Karl Marx y Friedrich Engels, quienes lo clasificaron junto a Charles Fourier y Robert Owen como «socialista utópico». Los puntos de vista de Saint-Simon también influyeron en el reformador social Enfantin, el emperador Napoleón III y en la creación de la economía institucional, que ha incluido a destacados economistas como Thorstein Veblen.

## Biografía

### Primeros años
El conde Claude-Henri de Rouvroy de Saint-Simon nació en el 17 de octubre de 1760 en París, hijo de una familia aristócrata francesa. Su padre, Balthazar-Henri, fue primo de Louis de Rouvroy, duque de Saint-Simon, supuestamente descendientes de Carlomagno, con el cual se dice que Saint-Simon tuvo un sueño en el que le decía: «tus éxitos como filósofo igualarán los míos como militar y estadista».
Ya desde joven tenía consciencia de que llegaría a realizar grandes tareas en ayuda de la humanidad. Así, desde los quince años ordenó a sus ayudantes de cámara que lo despertaran diciéndole: «Levántese, señor conde, tiene usted grandes cosas que hacer».

### Juventud

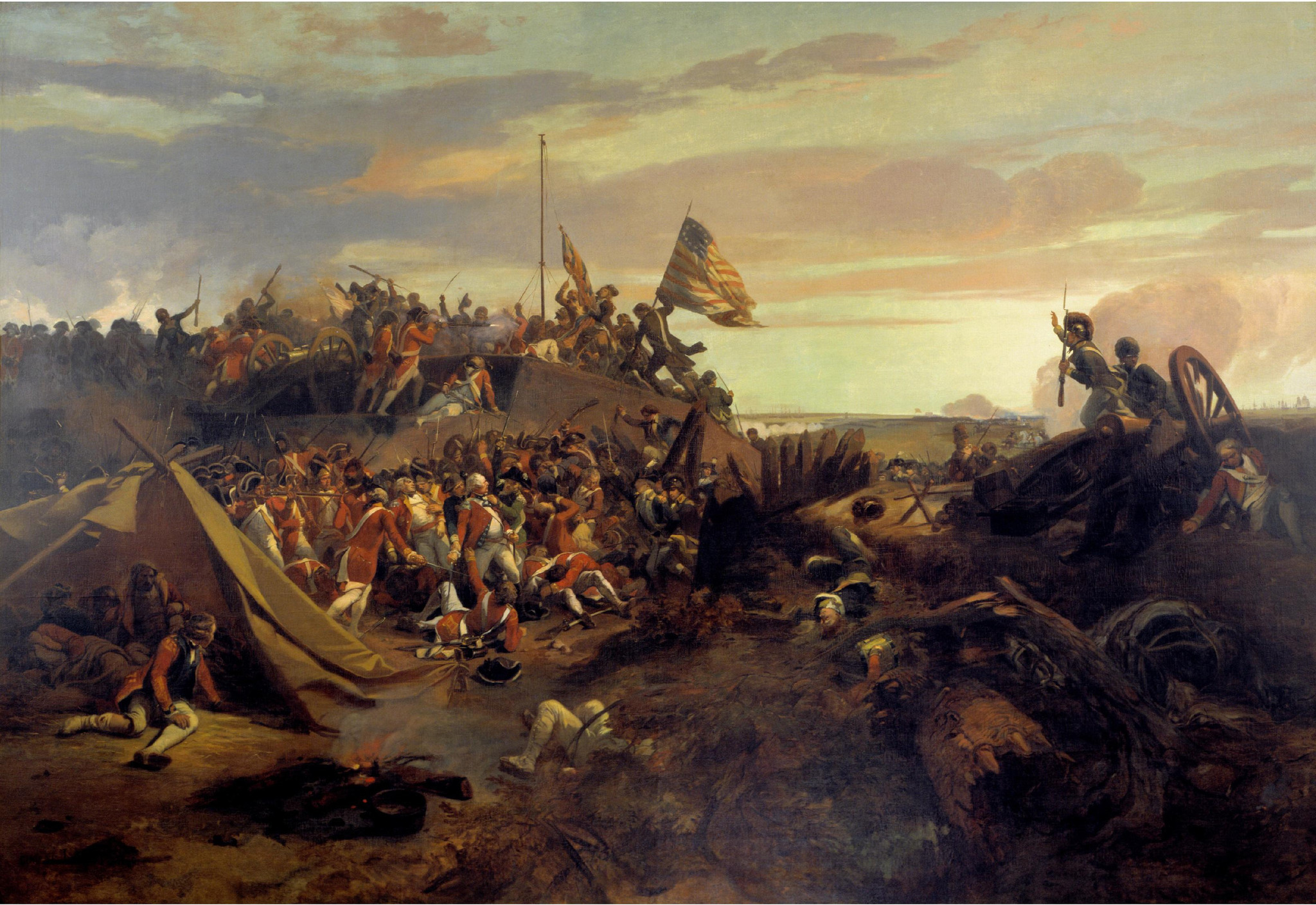
Saint-Simon participó en la batalla de Yorktown bajo el comando del marqués de La Fayette y Washington

Durante su juventud, se dice que fue discípulo de Jean le Rond d'Alembert. Luchó en la guerra de independencia de los Estados Unidos «por la libertad industrial de América». Creía que tal revolución marcó el comienzo de una nueva era. Al servicio del bando estadounidense, se enroló con solo diecisiete años en el ejército al mando del marqués de La Fayette. Participó en la batalla de Yorktown bajo el general Washington y fue encarcelado por las fuerzas británicas. Después de su liberación, regresó a Francia para estudiar ingeniería e hidráulica en la École de Mézières. Entre sus planes estaba uno para conectar los océanos Atlántico y Pacífico mediante un canal intentado en vano interesar al virrey de México; y construir otro en España desde Madrid hasta el mar.
Al comienzo de la Revolución francesa en 1789, Saint-Simon apoyó rápidamente los ideales revolucionarios de libertad, igualdad y fraternidad. En los primeros años de la revolución se dedicó a organizar una gran estructura industrial para fundar una escuela científica de mejora. Necesitaba para ello recaudar algunos fondos, que logró mediante la especulación de tierras. Esto solo fue posible en los primeros años de la revolución debido a la creciente inestabilidad de la situación política en Francia, que le impidió continuar con sus actividades financieras y de hecho puso en riesgo su vida. Saint-Simon y Talleyrand planearon aprovecharse durante el Terror comprando la Catedral de Notre-Dame, despojando su techo de metal y vendiendo el metal como chatarra. Saint-Simon fue encarcelado en Luxemburgo bajo sospecha de participar en actividades contrarrevolucionarias. Fue puesto en libertad en 1794, al final del Terror.
Pasó por diferentes niveles económicos a pesar de ser aristócrata. Después de recuperar su libertad, Saint-Simon se encontró inmensamente rico debido a la depreciación de la moneda, pero su fortuna fue posteriormente robada por su socio comercial. A partir de entonces decidió dedicarse a los estudios e investigaciones políticas. Después del establecimiento de la École Polytechnique en 1794, una escuela establecida para capacitar a hombres jóvenes en las artes de las ciencias y la industria y financiada por el estado, Saint-Simon se involucró con la nueva escuela, donde tenía la intención de estudiar física y matemáticas. Su condado sería comprado por 150 000 francos. En 1798 tomó la decisión de consagrarse a las investigaciones científicas.

### Vida adulta

Retrato de Auguste Comte, alumno de Saint-Simon, por Louis Jules Etex

Tras el ascenso de Napoleón Bonaparte en 1799, cuando tenía casi cuarenta años, pasó por un curso variado de estudio y experimentación para ampliar y aclarar su visión de las cosas. Continuó sus estudios en la École Polytechnique hasta 1801 y luego se trasladó a la École de Médecine para estudiar fisiología. Uno de estos experimentos fue un matrimonio infeliz en 1801 con Alexandrine-Sophie Goury de Champgrand, para abrir un salón literario y poder allí, entre otras cosas, estudiar también a los sabios. Después de un año el matrimonio se disolvió de mutuo acuerdo y propuso matrimonio a la Madame de Staël, que acababa de enviudar, pero ella lo rechazó.
En 1802 Saint-Simon decidió viajar por Europa, pasando por Inglaterra, Ginebra y Alemania. Allí publicó el primero de sus numerosos escritos, Lettres d'un habitant de Genève, y una segunda edición en París al año siguiente. En esta primera obra pidió la creación de una religión de la ciencia con Isaac Newton como santo.
El resultado de sus experimentos fue que se encontró completamente empobrecido y vivió en la miseria por el resto de su vida. En 1808 trabajó como copista en el Mont de Piété por mil francos al año. Después de algunos intentos por recuperar su dinero de su antiguo socio, recibió el apoyo económico de Diard, un antiguo empleado, y pudo publicar en su segundo libro, la Introducción a los trabajos científicos del siglo XIX (Introduction aux travaux scientifiques du XIX siècle), donde expresó que la tarea de la ciencia del siglo XIX era construir una síntesis teórica que incorporara todo el conocimiento existente.
Diard murió en 1810 y Saint-Simon volvió a encontrarse pobre, y esta vez también con mala salud. Fue enviado a un sanatorio en 1813, pero con la ayuda económica de sus familiares tuvo tiempo de recuperar su salud y ganar algún reconocimiento intelectual en Europa. En 1813 había escrito Memoria sobre la ciencia del hombre (Memoire sur la science de l'homme), Fisiología social (Physiologie sociale) y el Estudio sobre la gravitación universal (Travail sur la gravitation universelle).
Hacia 1814 escribió el ensayo Sobre la reconstrucción de la Comunidad Europea y lo envió al Congreso de Viena. Propuso un reino europeo, basado en Francia y el Reino Unido. Estuvo relacionado con Auguste Comte, padre de la sociología. Por un largo tiempo trabajó con este, pues Saint-Simon lo contrató como secretario, junto al historiador Augustin Thierry; al parecer, la teoría de los tres estadios de Comte, surgió de aquella colaboración. En 1817, en la revista L'Industrie comenzó a proponer sus puntos de vista socialistas, que desarrolló aún más en L'Organisateur (1819), publicación periódica en la que colaboraron Thierry y Comte. Una de las principales creencias de Saint-Simon era que el mundo debería estar conectado con canales. L'Industrie causó sensación, pero trajo pocos conversos. Las implicaciones anticatólicas enfurecieron a muchos lectores, y algunos suscriptores retiraron su apoyo financiero. Un par de años más tarde, en su carrera como escritor, Saint-Simon se arruinó y se vio obligado a trabajar para ganarse la vida. En febrero de 1821 apareció Du système industriel y en 1823-1824, Catéchisme des industriels.

### Muerte y legado

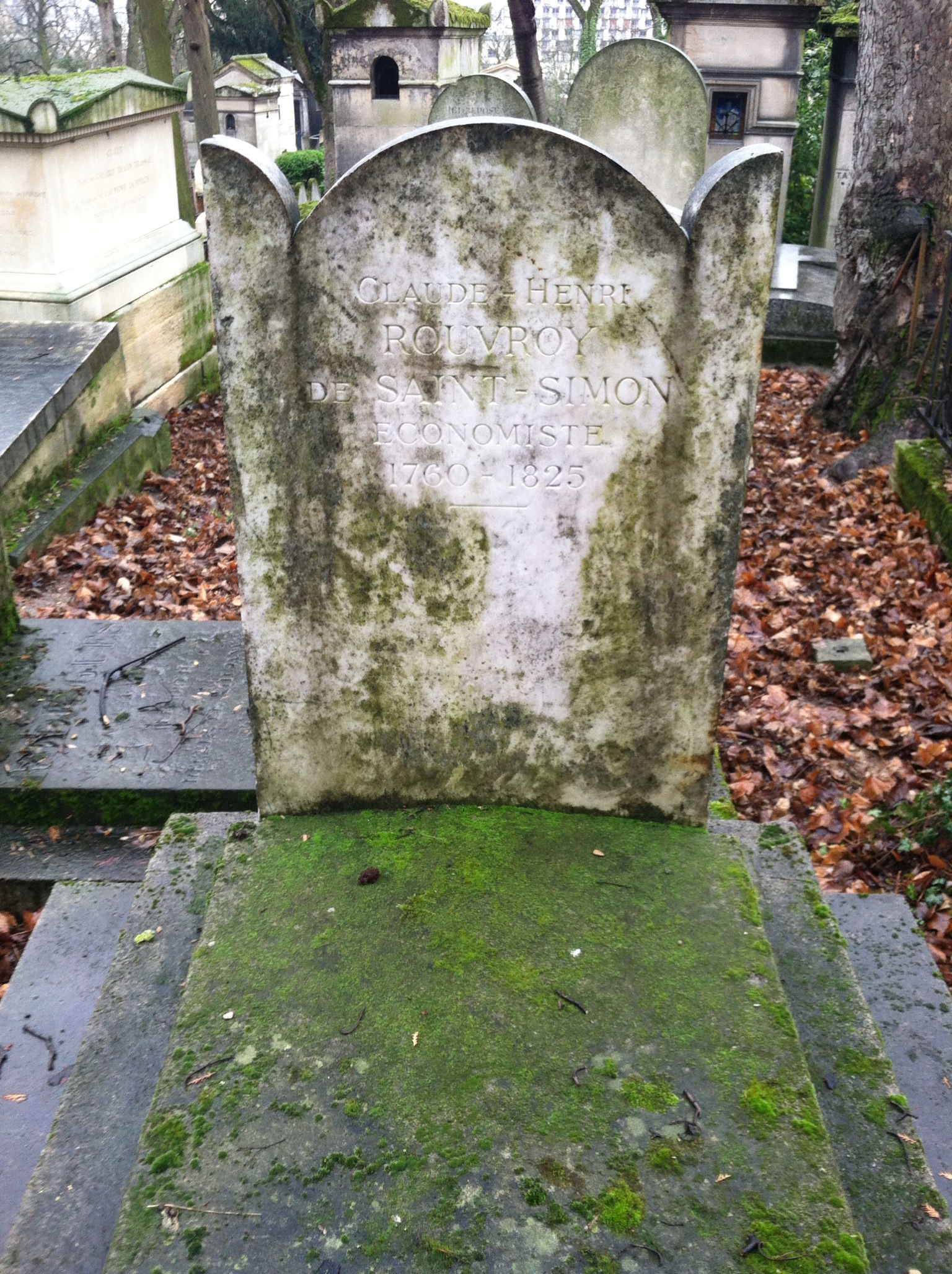
Tumba de Henri de Saint-Simon, en el cementerio de Père Lachaise, París

El 9 de marzo de 1823, decepcionado por la falta de resultados de su escritura (esperaba que guiaran a la sociedad hacia la mejora), intentó suicidarse. Sorprendentemente, se disparó en la cabeza seis veces sin lograrlo, perdiendo la vista en un ojo. Finalmente, muy tarde en su carrera, se vinculó con algunos discípulos ardientes, como Barthélemy Prosper Enfantin y Olinde Rodrigues, quien le proporcionó el apoyo financiero. La última y más importante expresión de sus opiniones es Nouveau Christianisme (1825), que dejó inconclusa, pues enfermó de gastroenteritis. Saint-Simon dijo, en su lecho de muerte, a sus discípulos: «toda mi vida se resume en una idea: asegurar a todos los hombres el más libre desarrollo de sus dotes naturales.» Mientras agonizaba le dijo a Rodrigues:
Recuerda que para hacer algo grandioso debes ser apasionado.
Murió en París el 19 de mayo de 1825 a la edad de sesenta y cuatro años. Fue enterrado en el cementerio de Père Lachaise en París, Francia.

## Pensamiento
Henri de Saint-Simon representó un prototipo del espíritu ilustrado creativo y visionario. Fue un intelectual plenamente inmerso en el ambiente de su época, que vivió intensamente. Recibió influencias de la Ilustración y el Romanticismo. Vivió en la riqueza y en la más absoluta de las pobrezas. Su contexto social fue el de la Revolución francesa, la Revolución estadounidense y la primera industrialización. El Conde de Saint-Simon «era uno de esos nobles liberales impregnados por las ideas de la época de Voltaire y simpatizantes con el espíritu de la Revolución» cuyos maestros fueron «Condorcet y los "filósofos", de quienes obtuvo sus dos ideas fundamentales: que la ética y la política dependen en última instancia de la física y que la historia es progreso». Este autor tuvo un peso influyente sobre los románticos, en la sociología de Auguste Comte, en la política de Proudhon, Karl Marx, John Stuart Mill e incluso en Luis Napoleón, dando nacimiento a una ideología política y económica conocida como sansimonismo.
Escribió una obra voluminosa, centrada en la economía. Puede considerarse como el primer teórico de la sociedad industrial, lo que hizo que algunos le atribuyeran el título de fundador del socialismo francés, incluso de iniciador del socialismo, el cual y que casi todas las ideas del socialismo posterior estaban contenidas en su obra. Junto con Marx, Lionel Robbins considera a Saint-Simon y sus discípulos como los más importantes e interesantes pensadores en la historia del socialismo.
Louis Blanc y Pierre-Joseph Proudhon reconocieron una deuda con Saint-Simon. También su eco llegó hasta las revoluciones de 1848. Friedrich Engels llegó a decir que fue junto con Hegel «la cabeza más universal de su tiempo». Marx y Engels lo clasificaron como «socialista utópico» (junto con Fourier y Owen) por su rechazo a toda acción política revolucionaria, pues abogaba en su lugar por remendar a las clases más bajas mediante la renuncia de los privilegios de la clases altas y, así, pasar la producción social en manos de la clase industrial. Sin embargo, Gian Mario Bravo declaró sobre él que:

No fue un utopista, al contrario de Fourier, que a veces hizo concesiones a una representación utópica de la sociedad. Su visión del futuro ofreció incluso un análisis típicamente antiutópico, basado en la ciencia, que pretendía dar un encuadre industrial a toda la construcción social, y que hoy podría ser tachado de visión tecnocrática.

En su opinión, los industriales, frente a los juristas y metafísicos, deberán ser los encargados de terminar realmente la Revolución francesa; de esta manera garantizarían la prosperidad de la agricultura, el comercio y la industria, en definitiva, de toda Francia. Pese a que defendía una propiedad privada pero constreñida y un Estado como poder espiritual en beneficio de la clase pobre, el sistema de Saint-Simon está alejado del socialismo científico y economicista posterior de 1848, que defendía abolición de la propiedad privada y del Estado mediante la socialización de los medios de producción. Sin duda alguna fue, como dijo Georges Weill, «un precursor del socialismo» y, como dijo Engels, el germen de «casi todas las ideas no estrictamente económicas de los socialistas posteriores».
También el positivismo está en sus escritos, pero aunque proclamó a todos los vientos la necesidad del estudio científico de la sociedad, de la política y de la moral, sus propios escritos estuvieron totalmente alejados de la búsqueda científica tal y como ahora la entendemos. Identificado con el materialismo francés, Saint-Simon elevó la sociedad humana y la historia trató de fundamentar la teoría del desarrollo de la historia, sujeto a leyes.
Siguiendo a los enciclopedistas, dirigió su atención al valor y función sistematizadora de la ciencia. Saint-Simon "partía del principio de que las relaciones sociales son fenómenos fisiológicos" y denominó «física social», «fisiología social» y «ciencia de la sociedad» al estudio de las leyes que gobiernan las sociedades, el cual defendió que tiene el mismo estatus que el resto de las ciencias naturales. Émile Durkheim declaró que «es a Saint-Simon a quien debemos, con justicia, atribuir el honor que comúnmente se atribuye a Comte». En cuanto al positivismo, todavía embrionario en aquella época, atraía a quienes respetaban el método científico y buscaban una manera de promover el cambio social dentro del orden. Esto evitaría conflictos y la movilización de aliados incontrolables, reduciendo al mismo tiempo el contragolpe restauracionista.
El pensamiento de Saint-Simon se puede dividir en dos períodos:
1. Una fase teórica, en la que reflexiona sobre la transformación intelectual (1802-1815).
2. Una fase sociológica y socialista, en la que se centra en los problemas planteados por la sociedad industrial (1816-1825).

### Sociología y positivismo

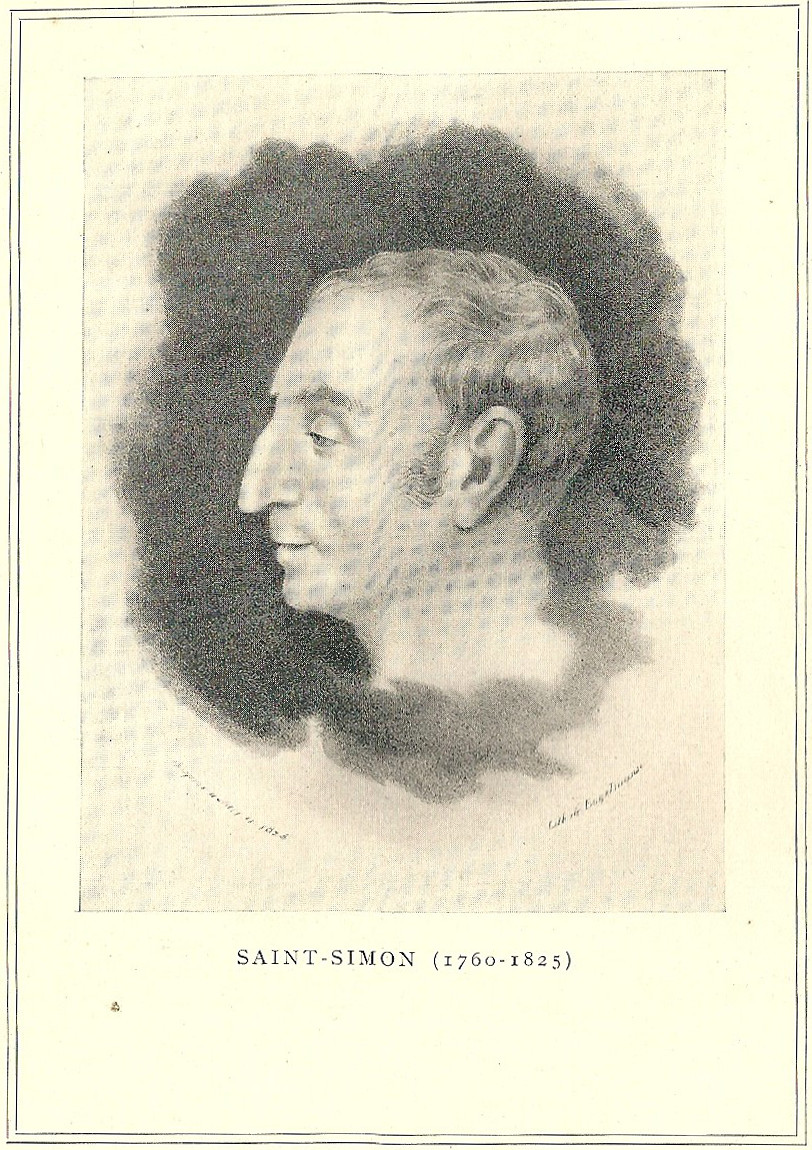
Retrato de Saint-Simon en la obra La sociologie, de Durkheim, 1915

Georges Gurvitch considera a Saint-Simon como el «precursor» de la sociología moderna. «En tanto figura inaugural, los distintos momentos de la obra de Saint-Simon marcan un derrotero que se ha vuelto característico de la sociología». Propuso la construcción de un «nuevo sistema intelectual», un pensamiento científico caracterizado por su convicción creadora, positiva y con un interés reorganizador de la sociedad. Él rechazó la especulación filosófica acerca del orden social y fundó de una nueva ciencia: la «física social», «fisiología social» y «ciencia de la sociedad», la cual estudia las leyes que gobiernan las sociedades con el objetivo de «hacer entrar en la categoría de las ideas de la física los fenómenos del orden llamado moral». Saint-Simon defendió que esta ciencia tiene el mismo estatus que el resto de las ciencias naturales. Georges Gurvitch lo llamó el «precursor» de la sociología moderna. Maxime Leroy concluía que Saint-Simon era «nuestro Descartes social».

Amigos míos, somos cuerpos orgánicos; al considerar nuestras relaciones sociales como fenómenos fisiológicos, concebí el plan que propongo, y es con argumentos extraídos del sistema que utilicé para coordinar los hechos fisiológicos que les demostraré el valor de este plan.
Saint-Simon: Cartas ginebrinas (1803)

Saint-Simon consagró la edificación de un nuevo sistema intelectual y espíritu científico que designó como «positivo», término que recibió además del doctor Jean Burdin, cuyo principio era: «todas las ciencias evolucionan del estado conjetural al estado positivo». En su Fisiología social (1813) Saint-Simon se centró en la idea de que la sociedad podría ser salvada si los científicos formasen una asamblea internacional e influenciasen su curso. Inspirado por la filosofía de la historia de Nicolas de Condorcet, Saint-Simon fue uno de los primeros en relativizar el organicismo al agregar la idea evolutiva del desarrollo social.
Su secretario por aquel entonces, Auguste Comte, escribió en 1822 por encargo suyo el Plan des travaux scientifiques nécessaires pour réorganiser la société, obra que Saint-Simon publicó en su Catéchisme des Industriels y que se editó de nuevo con el título de Système de politique positive, donde sostiene la unidad de ciencia y política. En Saint-Simón ya se encuentra el germen de la ley de los tres estados positivistas de Comte:

Sería totalmente afilosófico no admitir la útil e importante influencia ejercida por los legistas y los metafísicos para modificar el sistema feudal y teológico y para impedir que se ahogara el sistema industrial y científico en sus primeras manifestaciones... el sistema industrial y científico ha nacido y se ha desarrollado bajo el dominio del sistema feudal y teológico.
Saint-Simón: El sistema industrial

Basándose en Xavier Bichat, las teorías de Saint-Simon sobre la naturaleza humana culminaron en su ensayo L'artiste, le savant et l'industriel (1824), publicado en Opinions litteraires, philosophiques, et industrielles (1825). Argumentó que había tres capacidades humanas: la emotiva (sentimiento), la racional (pensamiento) y la motora (implementador). Estas se manifiestan en la sociedad en tres individuos: en los artistas para la primera, los científicos para la segunda y los industriales para la tercera.
Las aportaciones más concluyentes de Saint-Simon a la sociología han venido muy probablemente a través de Comte. El sistema filosófico y social de Comte, considerando la política como ciencia positiva y procedente de un método positivo, es una idea de origen sansimoniano. 

Es común a ambos la idea de crear una ciencia de los fenómenos sociales, que son susceptibles de ser tratados según el método positivo, método que Comte especifica en el Curso de Filosofía Positiva. El deseo de resolver la crisis europea que finalmente la Revolución francesa arrojó es lo que une a Comte con el conde de Saint-Simon. Sin embargo, más adelante Comte romperá su relaciones con él y criticará su política socialista tecnocrática.

### Ideas políticas

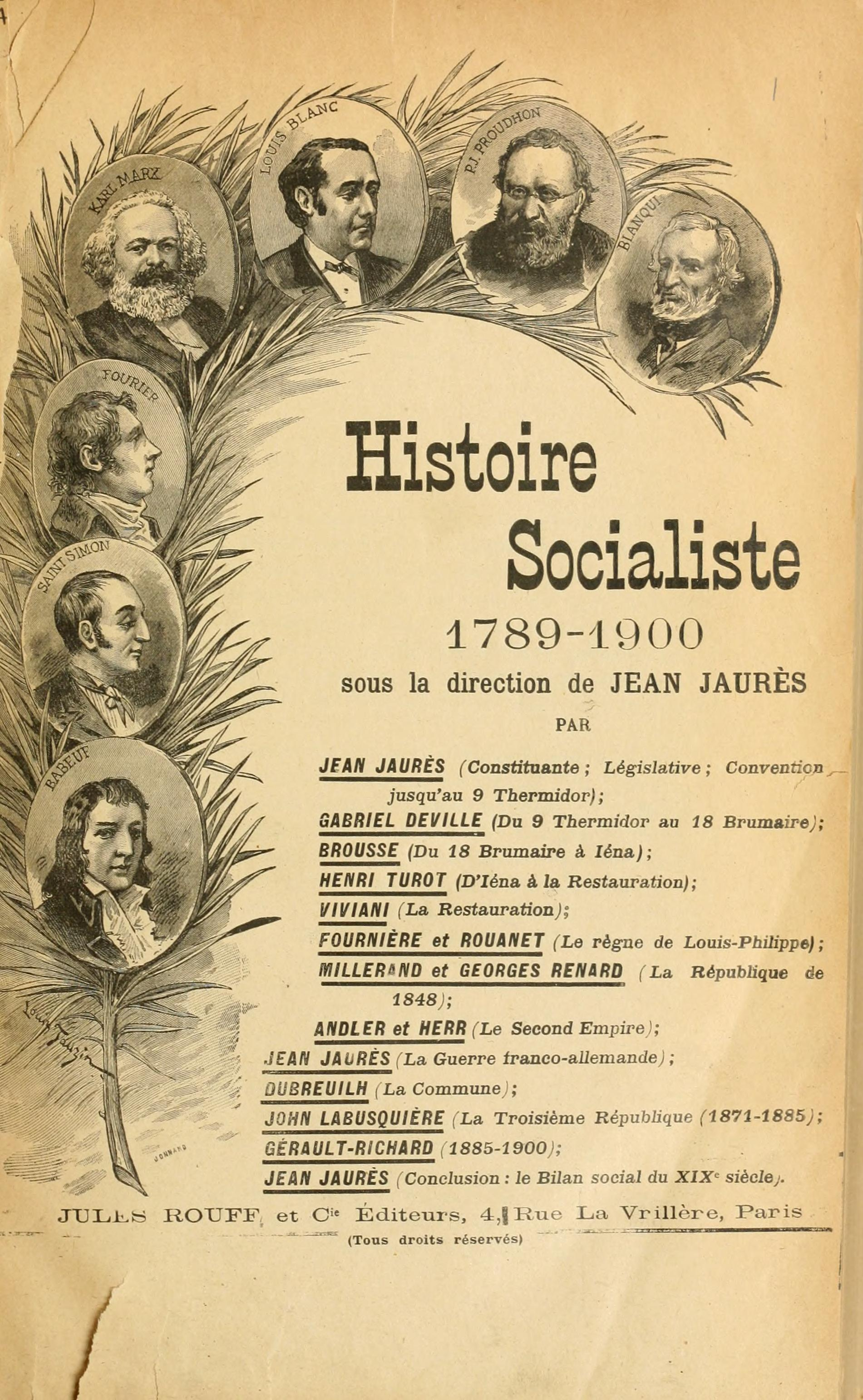
Cartel publicitario de la Historia socialista, 1789-1900, de Jean Jaurès,1908. Se representan algunas figuras del socialismo, entre ellas Saint-Simon

Saint-Simon fue de los primeros en reconocer un conflicto de clases sociales fundamental de la sociedad de su tiempo. No el que enfrentaba la «burguesía» con el «proletariado», como afirmarán socialistas que antecederán con sus ideas al marxismo, sino el que oponía a los «productores» o «tercera clase» —que incluía tanto a los patronos como a los obreros, «los que dirigían los trabajos productivos y los que los realizaban»— con los «ociosos» improductivos que no contribuían en nada a la riqueza ni al bienestar económico de la nación, entre quienes se encontraban en primer lugar los miembros del clero y de la nobleza.
Las causas del cambio y progreso social para Saint-Simón son producto de las innovaciones tecnológicas y culturales. Luego, la ciencia constituye el principal motor del progreso, y este progreso proviene de la industria, que ha de organizarse íntimamente alrededor del mundo moral. Según Saint-Simon, el tránsito hacia el nuevo tipo de sociedad no es de carácter revolucionario, sino pacífico, dado que la clase industrial solo utilizará el diálogo persuasivo para convencer el «traspaso» del poder político y de la riqueza pública a esa clase industrial. Esta propuesta positivista de Saint-Simon fue "una manera prudente de promover el cambio social [...] eludiendo los conflictos políticos para no tener que arriesgarse a movilizar aliados incontrolables, como la fuerza jacobina radical, reduciendo al mismo tiempo al mínimo el contragolpe reaccionario restauracionista".

Decimos claramente ¿cuál será, en definitiva, el destino político de los industriales?. Los industriales se constituirán en la primera clase de la sociedad; los más importantes de entre los industriales se encargarán, gratuitamente, de dirigir la administración de la riqueza pública: ellos serán quienes hagan la ley y quienes marcarán el rango que las otras clases ocuparán entre ellas; concederán a cada una de ellas una importancia proporcional a los servicios que cada una haga a la industria. Tal será inevitablemente, el resultado final de la actual revolución; y cuando se haga este resultado, la tranquilidad quedará completamente asegurada, la prosperidad pública avanzará con toda la rapidez posible, y la sociedad disfrutará de toda felicidad individual y colectiva a la que la naturaleza humana puede aspirar.
Saint-Simon: Catecismo político de los industriales (1824)

Planteó acabar con la «anarquía» capitalista y sustituirla por un nuevo Estado dirigido por los científicos y por los «industriales», que reemplazarían a los «incapaces». Este elitismo burgués lo distingue de otros pensadores socialistas más radicales. Por eso su propuesta ha sido calificada como «socialismo aristocrático», antecedente de lo que en siglo XX se llamaría tecnocracia. De ahí también que buena parte de sus seguidores fueran banqueros, financieros, industriales, inventores, etc., algunos de los cuales desempeñaron funciones importantes en la vida económica de Francia y fuera de ella. Esta defensa de la clase industrial se va a convertir en el primer alegato teórico a favor de una sociedad tecnocrática presidido por la igualdad de oportunidades, así como por la ausencia de poder coactivo alguno. No obstante, Saint-Simon insiste que a él le preocupa siempre y en primer lugar «la clase más numerosa y más pobre» de la sociedad («la classe la plus nombreuse et la plus pauvre»). 

Creo que todas las clases sociales serían felices en la siguiente situación: poder espiritual en manos de los científicos; poder temporal en los de los propietarios; poder para nombrar a los llamados a desempeñar las funciones de los grandes líderes de la humanidad en manos de todos; la recompensa para los que gobiernan para ser estimados.
Saint-Simon: Cartas ginebrinas (1803)

Contrario al liberalismo, para Saint-Simon la propiedad debe redefinirse, la «familia» debe ampliarse y el egoísmo ser reemplazado por un enfoque comunitario y social que Pierre Leroux denominó posteriormente «socialismo».

#### Cartas ginebrinasyReorganización de la sociedad europea(1802-1815)
En 1802 vieron la luz las Lettres d'un habitant de Genève à ses contemporains (Cartas ginebrinas), donde Saint-Simon expresó las tesis de que «todos los hombres deben trabajar; todos se miran el uno al otro, como trabajadores adscritos a un taller»; la Revolución francesa como una lucha de clases entre la nobleza, la burguesía y los desposeídos; y la idea de que el reinado del terror era el gobierno de las masas desposeídas. Propuso además, que los científicos reemplazasen a los sacerdotes en el orden social. En este "Consejo Newtoniano" podrá entrar cualquiera, incluso mujeres: Les femmes seront admises à souscrire, elles pourront être nommées [Las mujeres serán admitidas a firmar y podrán ser nombradas]. La obra también se encuentra el germen del movimiento emancipación de la mujer.

La abolición del privilegio de nacimiento requirió un esfuerzo que rompió los lazos del antiguo sistema social y no representó un obstáculo para la reorganización de la sociedad. Pero el llamamiento que se hizo a todos los miembros de la sociedad para que cumplieran con regularidad sus deberes de deliberación no tuvo éxito. Aparte de las terribles atrocidades que resultaron de la aplicación de este principio de igualdad, como resultado natural de poner el poder en manos de los ignorantes, también terminó en la creación de una forma de gobierno totalmente impráctica, porque los gobernantes, que eran todos pagados para que se incluyera a los desposeídos, eran tan numerosos que el trabajo de los gobernados apenas alcanzaba para sustentarlos. Esto llevó a una situación absolutamente contraria a la que siempre habían querido los desposeídos, que era pagar menos impuestos.
Saint-Simon: Cartas ginebrinas (1803)

En el proyecto que propuso en la Reorganización de la sociedad europea (1814) —una obra escrita en colaboración con Augustin Thierry— se encuentra un antecedente del europeísmo, donde Saint-Simon proponía la formación de una federación de los países europeos a través de instituciones que hiciera progresar las «artes de la paz», es decir, la ciencia y la industria, los instrumentos del progreso económico y social. Saint Simon exponía es su obra la tesis de que el método científico podría ser aplicado a la política, augurando el reemplazo de la política por la ciencia de la producción, del «gobierno de los hombres» a «la administración de las cosas». Este trabajo generó mucho interés en los círculos liberales.

#### La industriayEl catecismo de los industriales(1816-1823)
El año 1816 marca una ruptura en el pensamiento de Saint-Simon hacia preocupaciones prácticas relacionadas con las sociedades de su época.Con la colaboración de Auguste Comte y Augustin Thierry publicó la revista La industria (L'Industrie) entre 1816 y 1819, cuyo lema era «todo por la industria, todo para ella»; porque, como se decía en uno de sus números, «la industria es la única garantía» de la existencia de la sociedad, «la fuente única de todas sus riquezas y de toda su prosperidad». Este volumen defendía una nueva «moralidad terrestre» en armonía con la ciencia positiva y propicia para el industrialismo. Saint-Simon declaró que la política es la ciencia de la producción y predice su absorción por la economía; nace así la idea de que la situación económica es la base de las instituciones políticas. Proclamó la transformación del gobierno político sobre los hombres en una administración de las cosas en dirección de los procesos de la producción. Esto es, según Engels, ya la idea de la «abolición del Estado».
Esta profundización de la industria conduce a Saint-Simon a una concepción socialista de la sociedad; tal es el objeto de sus tres grandes obras de este período: El organizador (L'Organisateur), publicado en 1819; Del sistema industrial (Du système industriel), publicado entre 1821 y 1820; y el Catecismo de los industriales (Catéchisme des industriels), publicado en 1823. Según Saint-Simon la propiedad sólo era legítima cuando se basaba en el trabajo. De ello deducía que la sociedad moderna se apoyaba en la industria y en los «industriales», un grupo formado por «tres grandes clases que se llaman los cultivadores, los fabricantes y los negociantes»; y que todos «reunidos trabajan para producir o para poner al alcance de todos los miembros de la sociedad todos los medios materiales para satisfacer sus necesidades o sus gustos físicos».
A pesar de sus inicios liberales, Saint-Simon dio un giro en su última etapa intelectual que lo coloca al lado contrario del liberalismo. Concluyó que la sociedad industrial que tuviera como objetivo común del desarrollo de la producción se vería obligada a transformar la naturaleza de las relaciones sociales existentes e impugnar el principio capitalista de la propiedad privada, o incluso a replantearse radicalmente el principio de la libertad. Precediendo a Lenin, Saint-Simon declaró: «Las personas no se asocian para ser libres». Esto se debe a que «la verdadera libertad habrá de ser entendida en relación con un mayor desarrollo de las posibilidades materiales e intelectuales», haciendo que el individuo se subordine a las necesidades del sistema. Saint-Simon trasladó el problema de la lucha por la libertad a «una fase histórica anterior, en la que su mantenimiento surgía ante la necesidad de oponerse a los poderes "arbitrarios" establecidos».

En ningún caso el mantenimiento de las libertades individuales puede ser el objetivo del contrato social. El objetivo del contrato social es hacer al individuo más feliz, no libre. El propósito del contrato social es romper una asociación que esté lo suficientemente bien ordenada para que los individuos estén seguros y en paz. Así que no se enorgullezca de que tiene derecho a hacer lo que quiera sin dañar a nadie, según la fórmula, y por ejemplo, a no hacer nada, y a "quedarse de brazos cruzados en la asociación.
Émile Faguet: Le comte de Saint-Simon (1894)

Saint-Simon, uno de los primeros en estudiar la industrialización, la ve positivamente (abundancia) y cree que puede traer un nuevo modelo social. La función del Estado sería precisamente la de facilitar esta transformación. Debe existir la propiedad privada, pero solo si esta es merecida. Es necesaria además la planificación económica, para evitar que la producción industrial se rija por otros cauces que no sean la utilidad pública de los bienes producidos. Solo se podrá alcanzar la verdadera libertad cuando se llegue a la etapa de la «cooperación» entre trabajadores e industriales. Entonces, la explotación desaparecerá y se establecerá la organización científica e industrial de la sociedad. Una sociedad socialista y antiautoritaria que garantizará la igualdad, la libertad de todos los miembros de esta y confiará las poderes y gestión de ella a la clase industrial.

#### ElNuevo Cristianismo(1825)
La síntesis final de sus ideas la expuso en Nuevo Cristianismo (Nouveau Christianisme), obra publicada en 1825, el año de su muerte, y la que, según Marx, permitiría considerar a Saint-Simon como socialista, ya que presentaba la emancipación de la clase obrera «como la meta final de sus aspiraciones», mientras que sus obras anteriores eran en realidad «una simple glorificación de la moderna sociedad burguesa frente a la sociedad feudal, o sea, de los industriales y banqueros contra los mariscales y los fabricantes jurídicos de leyes de la época napoleónica».
En esta obra Saint-Simon se presenta «como portavoz de la clase obrera y presenta la emancipación de ésta como la meta final de sus aspiraciones» y proponía dar un sentido «social» al cristianismo para que sirviera de fundamento ideológico y moral, que suplantaría gradualmente el espíritu predominante de egoísmo y antagonismo, en la sociedad a la nueva sociedad industrial de donde habrían sido expulsados los «ociosos». «La gran meta terrena de los cristianos, que deben proponerse para obtener la vida eterna, es mejorar lo más rápidamente posible la existencia moral y física de la clase más pobre», escribió.

[…] le Nouveau Christianisme se trouvera purgé de toutes les hérésies actuelles ; la doctrine de la morale sera considérée par les nouveaux chrétiens comme la plus importante ; le culte et le dogme ne seront envisagés par eux que comme des accessoires ayant pour objet principal de fixer sur la morale l’attention des fidèles de toutes les classes.
Dans le Nouveau Christianisme, toute la morale sera déduite directement de ce principe : les hommes doivent se conduire en frères à l’égard les uns des autres ; et ce principe, qui appartient au Christianisme primitif, éprouvera une transfiguration d’après laquelle il sera présenté comme devant être aujourd’hui le but de tous les travaux religieux.
Ce principe régénéré sera présenté de la manière suivante : La religion doit diriger la société vers le grand but de l’amélioration la plus rapide possible de la classe la plus pauvre.
[…] el Nuevo Cristianismo habrá sido purgado de todas las herejías actuales; la doctrina de la moral será considerada por los nuevos cristianos como la más importante; el culto y el dogma no serán contemplados por ellos más que como accesorios que tendrán por objetivo principal fijar sobre la moral la atención de los fieles de todas las clases.
En el Nuevo Cristianismo, toda la moral será deducida directamente de este principio: los hombres deben comportarse como hermanos los unos con los otros; y este principio, que pertenece al Cristianismo primitivo, experimentará una transfiguración tras la que se presentará hoy como la meta de todos los trabajos religiosos.
Ese principio regenerado se presentará de la manera siguiente: La religión debe dirigir a la sociedad hacia el gran objetivo de la mejora más rápida posible de la clase más pobre.
Saint-Simon: Nouveau christianisme (1825)

El conflicto entre el trabajo y capital, enfatizado por el socialismo posterior, no está presente en la obra de Saint-Simon, pero se supone que los jefes industriales, a quienes recae el control de la producción, gobernarán en interés de la sociedad. Posteriormente la causa de los pobres recibe una mayor atención hasta que, en su obra más importante, Nuevo Cristianismo, adquiere la forma de una religión. Este desarrollo de sus ideas ocasionó su última pelea con Comte.
El resultado final sería una sociedad equilibrada. En oposición al sistema feudal y militar, cuyo aspecto anterior se había visto reforzado por la restauración, defendía una forma de socialismo tecnocrático, un arreglo por el cual los jefes industriales debían controlar la sociedad. similar a los filósofos reyes de Platón (sofocracia). En lugar de la iglesia medieval, la dirección espiritual de la sociedad debería recaer en los hombres de ciencia. Los hombres que están capacitados para organizar la sociedad para el trabajo productivo tienen derecho a gobernarla. Saint-Simon quería que gobierne solo la inteligencia, o más bien, que solo la inteligencia tenga derecho a tener ideas. A veces se inclina a creer que son los eruditos y artistas los miembros más inteligentes de la nación. Debido a ésta posición, denominada por Emile Faguet como «aristocratismo intelectual» o «intelectualismo aristocrático», Saint-Simon era un «socialista aristocrático».

Pour améliorer le plus rapidement possible l’existence de la classe la plus pauvre, la circonstance la plus favorable serait celle où il se trouverait une grande quantité de travaux à exécuter et où ces travaux exigeraient le plus grand développement de l’intelligence humaine. Vous pouvez créer cette circonstance ; maintenant que la dimension de notre planète est connue, faites faire par les savants, par les artistes et par les industriels un plan général de travaux à exécuter pour rendre la possession territoriale de l’espèce humaine la plus productive possible et la plus agréable à habiter sous tous les rapports.
Para mejorar lo más rápido posible la existencia de la clase más pobre, la circunstancia más favorable será aquella en que hubiese una gran cantidad de trabajo para realizar y en que estos trabajos exigiesen el mayor desarrollo de la inteligencia humana. Puedes crear esta circunstancia; ahora que la dimensión de nuestro planeta es conocida, que los sabios, los artistas y los industriales elaboren un plan general de trabajo que ejecutar para hacer de la posesión territorial de la especie humana lo más productiva posible y lo más agradable de habitar en todos los aspectos.
Saint-Simon: Nouveau Christianisme (1825)

El tema del poder espiritual estuvo presente en Saint-Simon desde las Cartas ginebrinas hasta su última obra Nuevo Cristianismo. Sus estudios positivistas le llevaron a fundar un nuevo código moral, observando además la necesidad del carácter de cohesión social que proporciona la religión y, por tanto, de la necesidad de una clase sacerdotal encargada de mantenerla.
En esta última obra Saint-Simon parte de la fe en Dios, y su objeto en el tratado es reducir el cristianismo a sus elementos simples y esenciales, limpiándolo de todo dogma supersticioso. Lo hace eliminando los dogmas y otras excrecencias y defectos que, según él, reunieron en torno a los católicos y protestantes formas de ella. Propone como fórmula integral del nuevo cristianismo este precepto: «Toda la sociedad debe esforzarse por mejorar la existencia moral y física de la clase más pobre; la sociedad debe organizarse de la manera mejor adaptada para lograr este fin». Este principio se convirtió en la consigna de toda la escuela de pensamiento Saint-Simon.

Le Conservateur. Quelle est la partie de la religion que vous croyez divine ? quelle est celle que vous considérez comme étant humaine ?
Le Novateur. Dieu a dit : Les hommes doivent se conduire en frères à l’égard les uns des autres ; ce principe sublime renferme tout ce qu’il y a de divin dans la religion chrétienne.
Le Conservateur. Quoi ! vous réduisez à un seul principe ce qu’il y a de divin dans le Christianisme !…
Le Novateur. Dieu a nécessairement tout rapporté à un seul principe ; il a nécessairement tout déduit du même principe ; sans quoi sa volonté à l’égard des hommes n’aurait point été systématique. Ce serait un blasphème de prétendre que le Tout-Puissant ait fondé sa religion sur plusieurs principes.
Or, d’après ce principe que Dieu a donné aux hommes pour règle de leur conduite, ils doivent organiser leur société de la manière qui puisse être la plus avantageuse au plus grand nombre ; ils doivent se proposer pour but dans tous leurs travaux, dans toutes leurs actions, d’améliorer le plus promptement et le plus complètement possible l’existence morale et physique de la classe la plus nombreuse.
Je dis que c’est en cela et en cela seulement que consiste la partie divine de la religion chrétienne.
El Conservador. ¿Cuál es la parte de la religión que vos creéis divina? ¿Cuál es aquella que consideráis como humana?
El Novator. Dios dijo: Los hombres deben comportarse como hermanos los unos respecto a los otros; este principio sublime encierra todo aquello que hay de divino en la religión cristiana.
El Conservador. ¡Qué! ¡Reducís a un solo principio aquello que hay de divino en el Cristianismo!…
El Novator. Dios necesariamente relacionó todo con un solo principio; necesariamente dedujo todo de un mismo principio; sin esto su voluntad respecto a los hombres no habría sido sistemática. Sería un blasfemo de pretender que el Todopoderoso ha fundado su religión sobre varios principios.
Ahora bien, de acuerdo con este principio que Dios ha dado a los hombres como regla de su conducta, ellos deben organizar su sociedad de la manera que pueda ser más ventajosa para el mayor número; deben proponerse por fin en todos sus trabajos, en todas sus acciones, mejorar lo más prontamente y lo más completamente posible la existencia moral y física de la clase más numerosa.
Yo digo que es en esto y en esto solamente que consiste la parte divina de la religión cristiana.
Saint-Simon: Nouveau Christianisme (1825)

Sus seguidores posteriores dijeron que «Jesucristo preparó la hermandad universal» y que Saint-Simon se da cuenta de que «aparecerá la iglesia verdaderamente universal».

La iglesia universal gobierna tanto lo temporal como lo espiritual, tanto el foro externo como el interno. La ciencia es santa, la industria es santa. Sacerdotes, científicos, industriales, esto es toda la sociedad. Los jefes de los sacerdotes, los jefes de los científicos, los jefes de los industriales, eso es todo el gobierno. Y todo lo bueno es bueno para la iglesia, y toda profesión es una función religiosa, un rango en la jerarquía social.
Louis Reybaud: Études sur les réformateurs contemporains ou socialistes modernes: Saint-Simon, Charles Fourier, Robert Owen (1840)

La manifestación de estos planteamientos fue el planteamiento de Comte de la Religión de la Humanidad, encargada de la educación positivista del hombre. Respecto a este texto, Louis Reybaud cita la glosa sansimoniana «De cada uno según su capacidad, a cada capacidad según su trabajo», o «De cada uno según su capacidad, a cada uno según sus obras.»

## Influencias

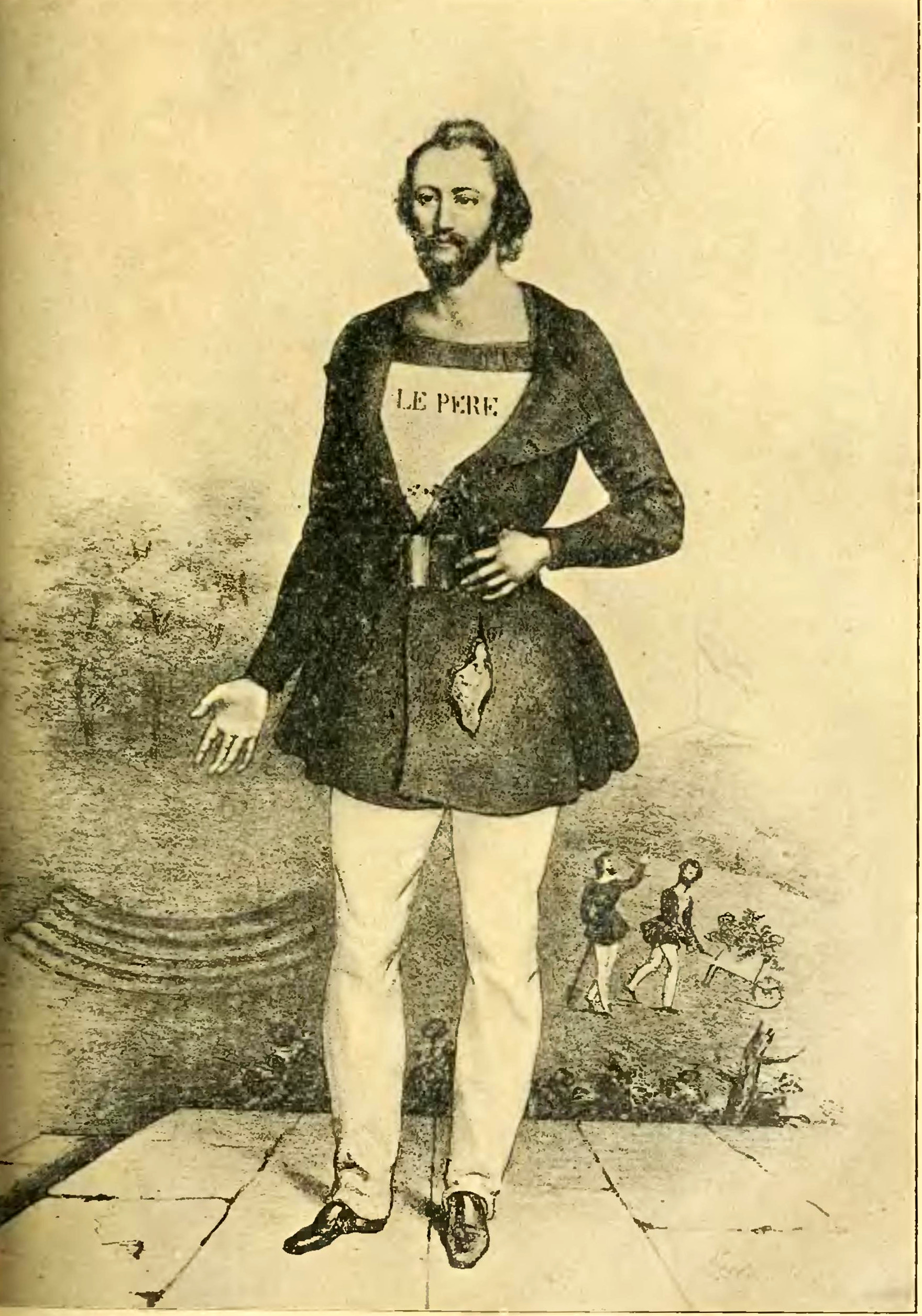
Barthélémy-Prosper Enfantin, «padre» de la «religión» sansimoniana

Las ideas de Saint-Simon han sido influyentes durante el siglo XIX en Francia y en Europa. Tienen la particularidad de haber influido más o menos fuertemente en corrientes ideológicas muy variadas, que van desde el socialismo, el socialismo utópico, el materialismo, el positivismo, el liberalismo, etc.
- Augustin Thierry, historiador, fue secretario de Saint-Simon desde 1814 hasta 1817.
- Auguste Comte, politécnico (destituido en 1816), filósofo, fue también secretario de Saint-Simon de 1817 a 1824; Auguste Comte comenzó a elaborar su ley de los tres fases positivistas con Saint-Simon (fase teológica, metafísica y positiva). Comte heredó de Saint-Simon su idea de sociedad industrial y el papel de la ciencia con la religión.[93]
- Prosper Enfantin, politécnico, retomó y amplió la doctrina saintsimoniana. Enfantin era de tendencia liberal y dio a conocer su doctrina en empresas mediáticas de ferrocarriles. Fue el primer director de la Compagnie du chemin de fer Paris Lyon-Mediterranée (Compañía ferroviaria París-Lyon-Mediterráneo).
- Saint-Amand Bazard estuvo dentro de una corriente que podríamos entender como presocialista. En 1826 había comenzado a crecer un movimiento que apoyaba sus ideas y, a finales de 1828, los sansimonistas celebraban sus reuniones en París y en muchas ciudades de la provincia. La revolución de 1830 trajo una nueva libertad a los reformadores socialistas. Los sansimonianos abogaron (entre otras cosas) por la abolición del derecho a la herencia, la redistribución de la riqueza y emancipación de la mujer.[1][98] En este grupo se encontraban también mujeres feministas como: Angélique Arnaud, Caroline Simon y Claire Démar.[99][100]
- Karl Marx fue influenciado por sansimonismo durante su juventud[101][14][18] por su carácter científico.[69] Según Engels, para Marx, al igual que para Saint-Simon, «la ciencia era una fuerza histórica motriz, una fuerza revolucionaria.»[102]
- Engels observó a Saint-Simon debido a que en sus postulados se afirma que una sociedad socialista se preocuparía sobre la administración de las cosas, lo que llevaría a la idea de la «abolición del Estado».[4] posteriormente desarrollada por Engels y Marx.
- Benjamin Olinde Rodrigues, fue un matemático francés y uno de los principales referentes del movimiento sansimoniano.
- Napoleón III Bonaparte, en su obra Extinction du paupérisme y luego en su obra política se inspiró en las ideas sansimonianas (política social, desarrollo de los ferrocarriles, política árabe de Francia). Napoleón III tuvo como asesor económico a Michel Chevalier, conocido por sus ideas sansimonianas.
- Los tecnócratas tienen fama de ser fieles a una tradición sansimoniana, especialmente encarnada por el Grupo X-Crise en 1931.
- La doctrina de Saint Simón ejerció una gran influencia en Rusia (Aleksandr Herzen y Nikolái Ogariov).[103] Algunos decembristas conocían sus ideas, incluido Mijaíl Lunin. Se podría contar a Thomas Carlyle, Michel Chevalier, John Stuart Mill y Léon Walras como adherentes al sansimonismo.[69]

## Obras
- Lettres d'un habitant de Genève à ses contemporains (1803).
- Introduction aux travaux scientifiques du XIXe siècle (1808-1809).
- Fragments de l'histoire de sa vie (1809).
- Préface de la Nouvelle Encyclopédie (1810).
- Travail sur la gravitation universelle (1813).
- De la physiologie sociale (1813).
- Mémoire sur le science de l'homme (1813-1816).
- De la réorganisation de la société européenne (1814).
- Vues sur la propriété et la législation (1814).
- L'Industrie (1816-1817).
- Le Politique (1819).
- L'Organisateur (1819-1820).
- Du système industrie (1821).
- Le Catéchisme des industriels (1823-24).
- Opinions litteraires, philosophiques, et industrielles (1825).
- Nouveau Christianisme (1825).

### Obras de Saint-Simon
- Saint-Simon, Claude-Henri de (2004). Nuevo cristianismo. Editorial Biblos. ISBN 978-950-786-413-1.
- Saint-Simon, Claude-Henri (1825). De la reorganización de la sociedad europea. Colección Utopías Utopías (Círculo de Bellas Artes). ISBN 9788487619724.
- Saint-Simon, Claude-Henri (1825). The New Christianity - Dialogues between a Conservative and an Innovator. Universidad de Texas en Austin: Editorial Biblos. ISBN 978-950-786-413-1.
- Saint-Simon, Henri (1975). El sistema industrial. Ediciones de la Revista de Trabajo. ISBN 84-500-6647-6. OCLC 2212938.
- Saint-Simon, Claude-Henri de (1984). Catecismo político de los industriales. Orbis. ISBN 978-84-7634-032-5.
- Saint-Simon, Claude-Henri de (1803). Letters from an Inhabitant of Geneva to His Contemporaries. Marxists Internet Archive.
- Saint-Simon, Henri de; Lanceros, Patxi, (cop. 2011). De la reorganización de la sociedad europea. Círculo de Bellas Artes. ISBN 978-84-87619-72-4. OCLC 725408746.
- Saint-Simon, Henri comte de (1825). Opinions littéraires, philosophiques et industrielles (en francés). Galerie de Bossange Père.
- Taylor, Keith (2020). Henri Saint-Simon, (1760-1825) (RLE Social Theory): Selected Writings on Science, Industry and Social Organisation (en inglés). Routledge. ISBN 978-1-000-15584-6.

### Sobre Saint-Simon
- Albalate, Joaquín Juan (2011). Sociología del trabajo y de las relaciones laborales. Edicions Universitat Barcelona. ISBN 978-84-475-3501-9.
- Ansart, Pierre (2003). Sociología de Saint-Simon..
- Bravo, Gian Mario (1976) [1971]. Historia del socialismo 1789-1848. El pensamiento socialista antes de Marx [Storia del socialismo, 1789-1848. Il pensiero socialista prima di Marx]. Barcelona: Ariel. ISBN 84-344-6508-6.
- Butler, Eliza Marian (1968). The Saint-Simonian Religion in Germany: A Study of the Young German Movement (en inglés). H. Fertig. Consultado el 28 de agosto de 2020.
- Campillo Iborra, Neus. (1992). Razón y utopía en la sociedad industrial : un estudio sobre Saint-Simón. Universitat de Valencia, Department de Filosofia. ISBN 84-370-0941-3. OCLC 644505399. Consultado el 7 de septiembre de 2020.
- Charléty, Sébastien (1969). Historia de Sansimonismo (Monique Acheroff y Eduardo Rincón, trads.). Madrid: Alianza Editorial.
- Claeys, Gregory (2010). The Cambridge Companion to Utopian Literature (en inglés). Cambridge University Press. ISBN 978-1-139-82842-0.
- Fernández, Alberto José (2008). «El primer Positivismo. Algunas consideraciones sobre el pensamiento social en Saint Simon y Comte». Instituto de Investigaciones Gino Germani, Facultad de Ciencias Sociales, UBA Editorial/Editor. (Buenos Aires).
- Ionescu, Valence (1976). The Political Thought of Saint-Simon (en inglés). Oxford University Press. ISBN 978-0-19-874019-3.
- Ionescu, Ghita; Melchor, Carlos; Rodríguez Regueira, Leopoldo (2005). El pensamiento político de Saint-Simon (Ed. conmemorativa 70 aniversario edición). Fondo de Cultura Económica. ISBN 968-16-7717-X. OCLC 639137682.
- Jean, Servier, (1969). Historia de la Utopia. Monte Avila C.A. OCLC 802824821.
- Marín, Antonio Lucas (2011). «V. El inicio de la Sociología (2. Saint-Simon como preámbulo)». Sociología: el estudio de la realidad social. Antonio Lucas Marín. ISBN 978-84-313-2766-8.
- Musso, Pierre (1999). Saint-Simon et le saint-simonisme. Presses universitaires de France. ISBN 2-13-049840-X. OCLC 300055409. Consultado el 31 de agosto de 2020.
- Musso, Pierre (2017). «Religion and political economy in Saint-Simon». The European Journal of the History of Economic Thought 24 (4): 809-827. ISSN 0967-2567. doi:10.1080/09672567.2017.1332666.
- Nadales, Antonio Joaquín Porras (1978). «Socialismo y sociedad industrial: Saint-Simon». Revista de estudios políticos (4): 129-148. ISSN 0048-7694.
- Pablo Nocera (2015). Saint-Simon y el programa de las sciences de l'homme. XI Jornadas de Sociología. Facultad de Ciencias Sociales, Universidad de Buenos Aires.
- Pen-ssu, Hsing (1973). «Saint-Simon's and Fourier's Social Doctrines and Historical Views». Chinese Studies in Philosophy 5 (2): 74-106. ISSN 0023-8627. doi:10.2753/CSP1097-1467050274.
- Simon, Walter M. (1956). «History for Utopia: Saint-Simon and the Idea of Progress». Journal of the History of Ideas 17 (3): 311-331. ISSN 0022-5037. doi:10.2307/2707547.
- Taylor, Keith (2013). Political Ideas of the Utopian Socialists (en inglés). Routledge. ISBN 978-1-135-16569-7.